# Le Bac de l'île de la Loge, inondation
Le Bac de l'île de la Loge, inondation est un tableau peint par Alfred Sisley en décembre 1872, lors d'une crue de la Seine, qui débute fin octobre et atteint son maximum le 17 décembre. 
Exposé lors de la première exposition impressionniste en avril 1874 (n° 162) et au Statens Museum for Kunst en 1914, il se trouve actuellement à la Ny Carlsberg Glyptotek  à Copenhague au Danemark. 

## Provenance
- Acheté 200 francs par Durand-Ruel le 21 janvier 1873[3]
- François Depeaux, Rouen
- vente Depeaux, galerie Georges Petit, Paris, 31 mai 1906
- adjugé 8 500 francs à Georges Sarlin
- Galerie Bernheim-Jeune, Paris
- prince de Wagram, Paris ;
- Galerie Levesque, Paris ;
- Alfred Strölin, Paris ;
- Ny Carlsberg Foundation, 1914.
- don à la Ny Carlsberg Glyptotek en 1914